# Luciene Carvalho
Luciene Josefa de Carvalho (Corumbá, 15 de maio de 1965) é uma poetisa, dramaturga e escritora brasileira.

## Biografia e carreira
Luciene Josefa de Carvalho é natural de Corumbá, porém reside em Cuiabá desde 1974. Ela é graduada em teatro pela Escola de Teatro da Universidade do Estado de Mato Grosso (UNEMAT).
Em 30 de setembro de 2023, Carvalho foi empossada como presidente da Academia Mato-Grossense de Letras (AML), tornando-se assim, a primeira mulher negra a liderar a instituição em 102 anos de existência da mesma.
Ela ficou em 8° lugar no Festival Livre de Arte e Música Popular (FLAMP), em 1993, na Universidade Federal de Mato Grosso - UFMT.

## Obras literárias
- Devaneios Poéticos (Coletânea) (1994)[7][8]
- Teia (2000)[7][8]
- Caderno de Caligrafia (2003)[7][8]
- Porto (2005)[7][8]
- Cururu e Siriri do Rio Abaixo (2007)[7][8]
- Aquelarre ou o Livro de Madalena (2007)[7][8]
- Sumo da Lascívia (2007)[7][8]
- Conta-Gotas (2007)[7][8]
- Insânia (2009)[7]
- Ladra de Flores (2012)[7][8]
- Para onde os Caminhos Levam (2012)[7]
- Dona (2018)[7][8]
- Na Pele (2020)[7]